# Сигд

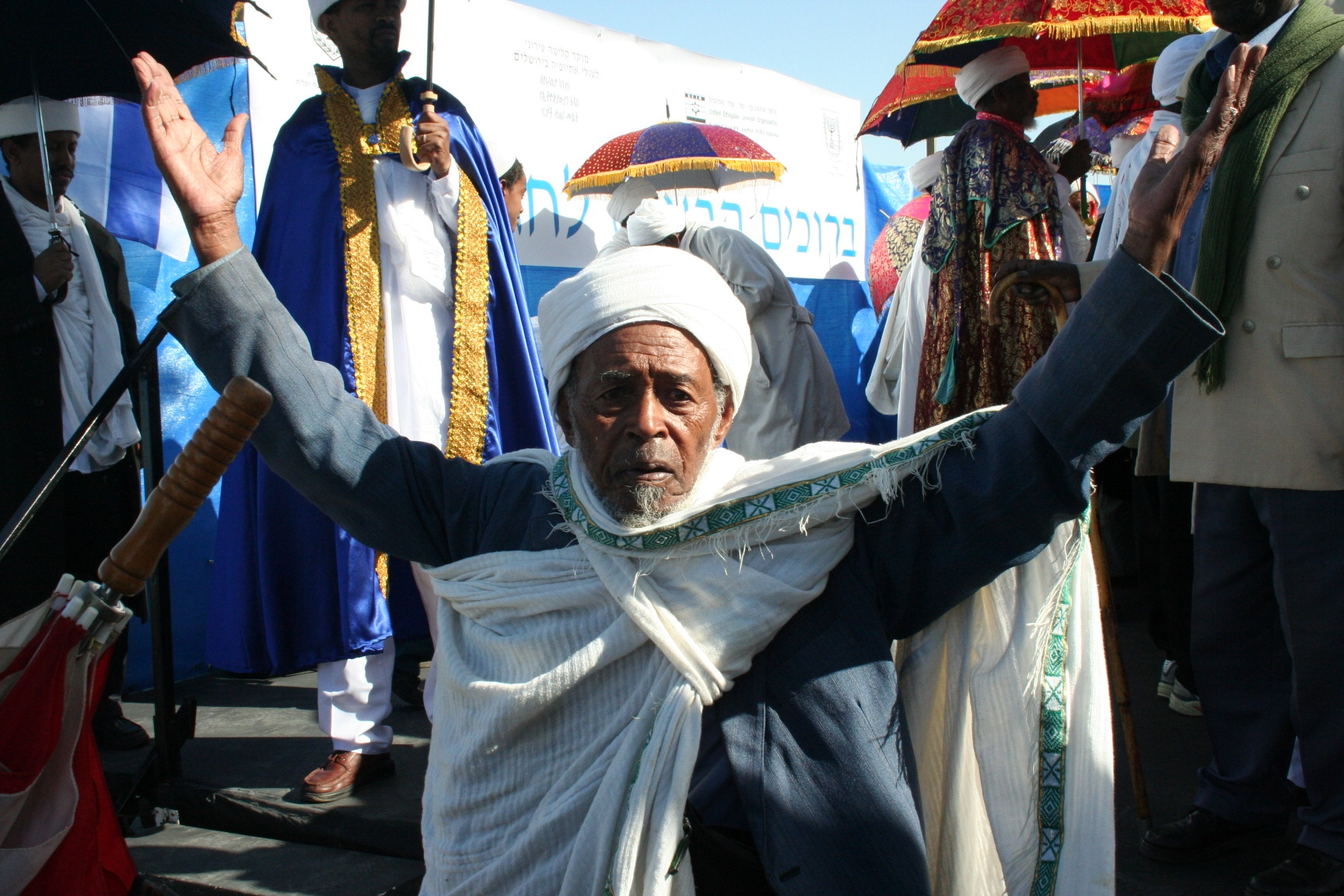
Сигд в Иерусалиме. 2008 год.

Сигд (геэз ሰግድ, ивр. סיגד‎; Земной поклон, Мехлелла, геэз ምህልላ, ивр. "מֶהֶללַה"‎; Мольба) также Амата Сав (геэз ዐመተ ሰወ; ивр. עמתה סו‎; Групповой день) — уникальный праздник эфиопских евреев, отмечается 29 хешвана. С 2008 года он признан государственным праздником для всех израильтян.
Раньше Сигд отмечался 29 кислева, и после календарной реформы он был перемещён на свой нынешний день, через 50 дней после Йом Кипур. Первоначально Сигд было другим названием для Йом Кипур и после реформы праздник был назван своим нынешним именем.
Есть две устные легенды о происхождении Сигда. Первая версия говорит о создании Сигда в VI веке во время правления Аксумского короля Гебре Мескеля, когда война между евреями и христианами закончилась, и обе общины были отделены друг от друга. Вторая версия определяет время создания праздника уже в XV веке в результате преследования эфиопскими христианскими императорами. Первое упоминание о Сигде датируется XV веком.
Сигд символизирует принятие Торы. Среди Кессим также поддерживается традиция праздника, возникшего в результате преследований со стороны христианских императоров Эфиопии, когда Кессим бежали в пустыню, чтобы обратиться к Богу. Кроме того, они стремились объединить эфиопских евреев и не допустить их отказ от законов и традиций эфиопских евреев из-за преследований и угроз. Так они обратились к книге Неемии и были вдохновлены Ездрой предстающей «книгой закона Моисеева» перед собранием народа Израиля после того, как были они разобщены вавилонским пленением. Традиционно в память о призывах объединить эфиопских евреев, иудеи совершают паломничества в Мидраро, Хохароа или в Вуста Зега каждый год, чтобы показать себя в качестве религиозной общины.
Корень слова «сигд» — ሰ-ገ-ደ (сат-гамль-дынт) — родственен схожим корням в других семитских языках: например, ивр. ס-ג-ד‎ (самех-гимель-далет) в иврите — ср. ивр. סגד‎ сага́д («поклонялся»), ивр. מסגד‎ мисга́д («мечеть»).
Во время празднования члены общины быстро читают псалмы, для чего собираются в Иерусалиме. Ритуал сопровождается разговениями, танцами и общим весельем. В феврале 2008 года депутат Кнессета Ариэль Ури предложил установить Сигд в качестве официального израильского праздника. В июле 2008 года Кнессет официально решил внести Сигд в список праздников Израиля.